# DVD Shrink
DVD Shrink er et gratis computerprogram der gør det muligt for indehavere af kopibestyttede og dual-layer DVD'er at lave en sikkerhedskopi på en standard 4,7GB DVD-R eller +R skive, i tilfælde af at den originale skive skulle blive ulæselig pga skade. Da DVD'en er et skrøbeligt medie, er et sådant program meget relevant for DVD-ejere.
Programmet kan også misbruges til at piratkopiere, men er ikke skabt til det formål. DVD producenterne har de seneste år udviklet spærringer som får DVD Shrink til at tro at skiven er ulæselig, og DVD Shrink kan derfor kun bruges til 30-60% af de nyeste skiver.
Skaberne  udtaler at: "DVD Shrink er gratis, og du bør aldrig betale for programmet!"